# Zenith Bank
Zenith Bank es una banco multinacional nigeriano de servicios financieros. Creado en 1990, fue autorizado como banco comercial por el Banco Central de Nigeria, el regulador bancario nacional. Zenith Bank es el banco más importante de Nigeria y del área anglófona de África. A fecha de 31 de diciembre de 2016, sus activos totales eran de ₦:4,739,825 millones. Sus acciones cotizan en las bolsas de Nigeria y de Londres.

## Historia
Creado en mayo de 1990, comenzó a realizar operaciones en julio del mismo año. El 17 de junio de 2004, tras una exitosa oferta pública de venta, el banco se convertía en compañía cotizada. El 21 de octubre de 2004 sus acciones comenzaron a cotizar en la Bolsa de valores de Nigeria (NSE). Desde 2013, también cotiza en la Bolsa de valores de Londres (LSE).

## Red de oficinas

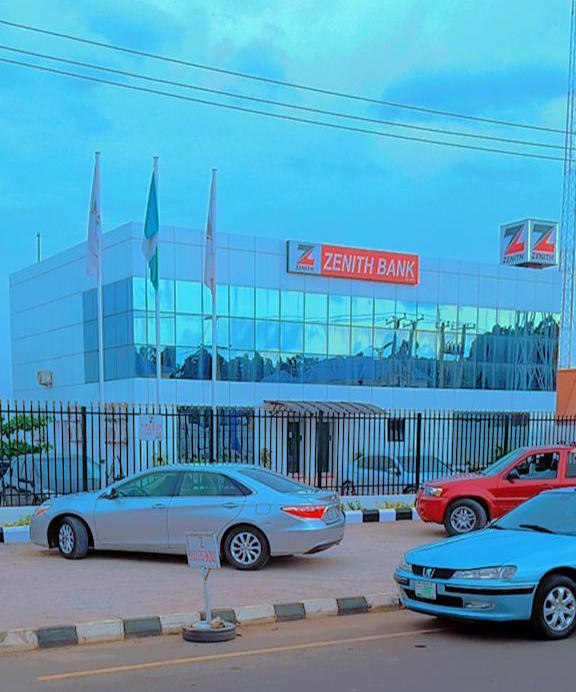
Sucursal de Zenith Bank en Kaduna

Con sede en Lagos (Nigeria), Zenith Bank Plc tiene  más de 500 oficinas por todos los estados de la federación nigeriana. Además, Zenith Bank mantiene filiales en Reino Unido, Emiratos Árabes, Ghana, Sierra Leona y Gambia. También tiene oficinas representativas en Sudáfrica y China.